# Rotunda do Capitólio dos Estados Unidos

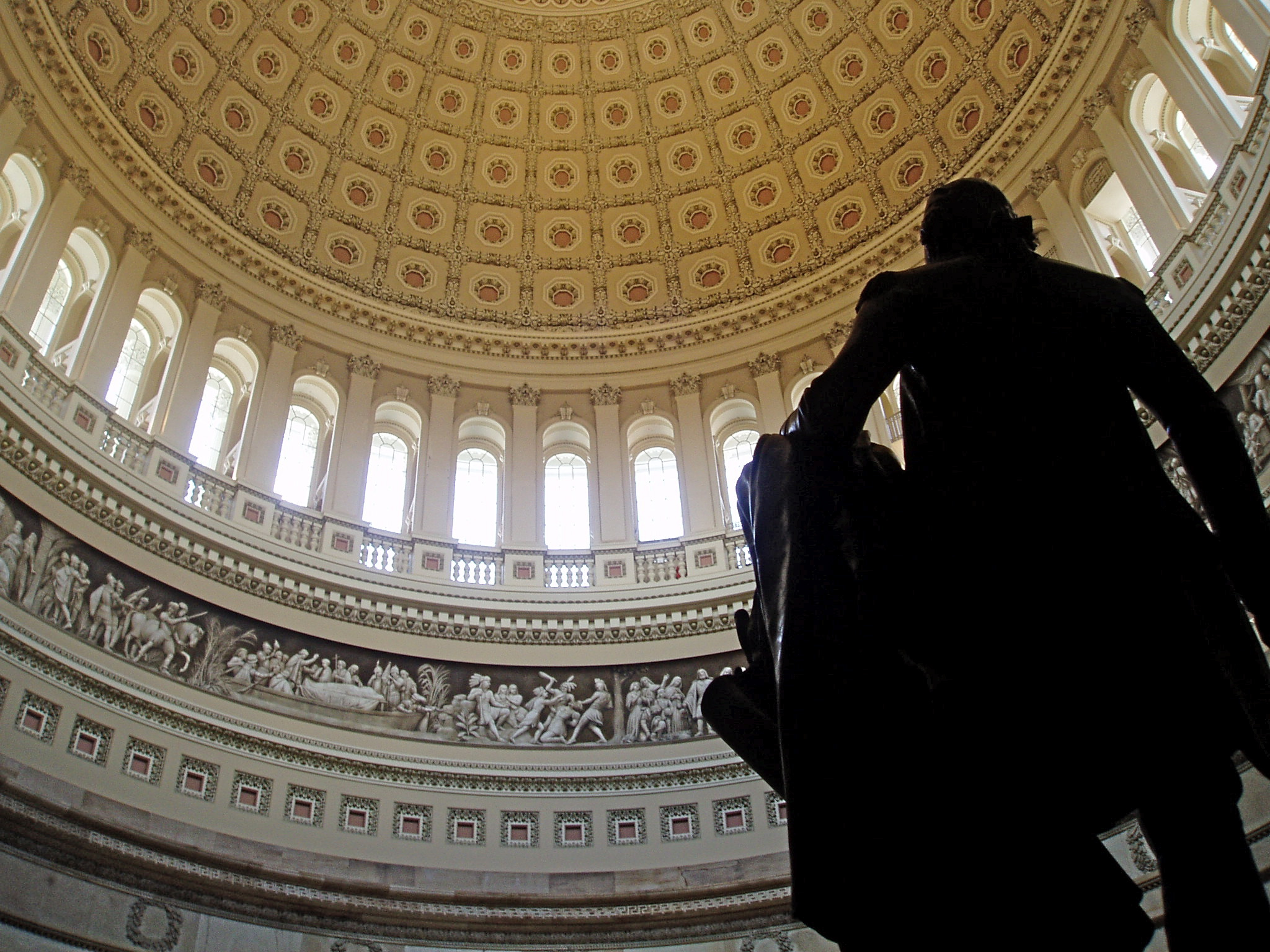
Rotunda vista por trás da estátua de George Washington (2005)

O edifício do Capitólio dos Estados Unidos apresenta uma rotunda central abaixo da cúpula do Capitólio. Construída entre 1818 e 1824, a rotunda foi descrita como o "coração simbólico e físico" do Capitólio.
A rotunda é conectada por corredores que levam ao sul para a Câmara dos Representantes e ao norte para as câmaras do Senado. Imediatamente ao sul fica o semicircular National Statuary Hall, que foi a câmara da Câmara dos Representantes até 1857. Ao nordeste fica a Antiga Câmara do Senado, usada pelo Senado até 1859 e pela Suprema Corte até 1935.
A rotunda tem 96 pés (29 m) de diâmetro, sobe 48 pés (15 m) até o topo de suas paredes originais e 180 pés e 3 polegadas (54,94 m) até o domo da cúpula, e é geralmente visitada diariamente por milhares de pessoas. O espaço é uma vitrine nacional de arte e inclui inúmeras pinturas e esculturas históricas. Também é usado para eventos cerimoniais ou públicos autorizados por resolução simultânea de ambas as casas do congresso, incluindo o velório de mortos honrados.

## Projeto e construção

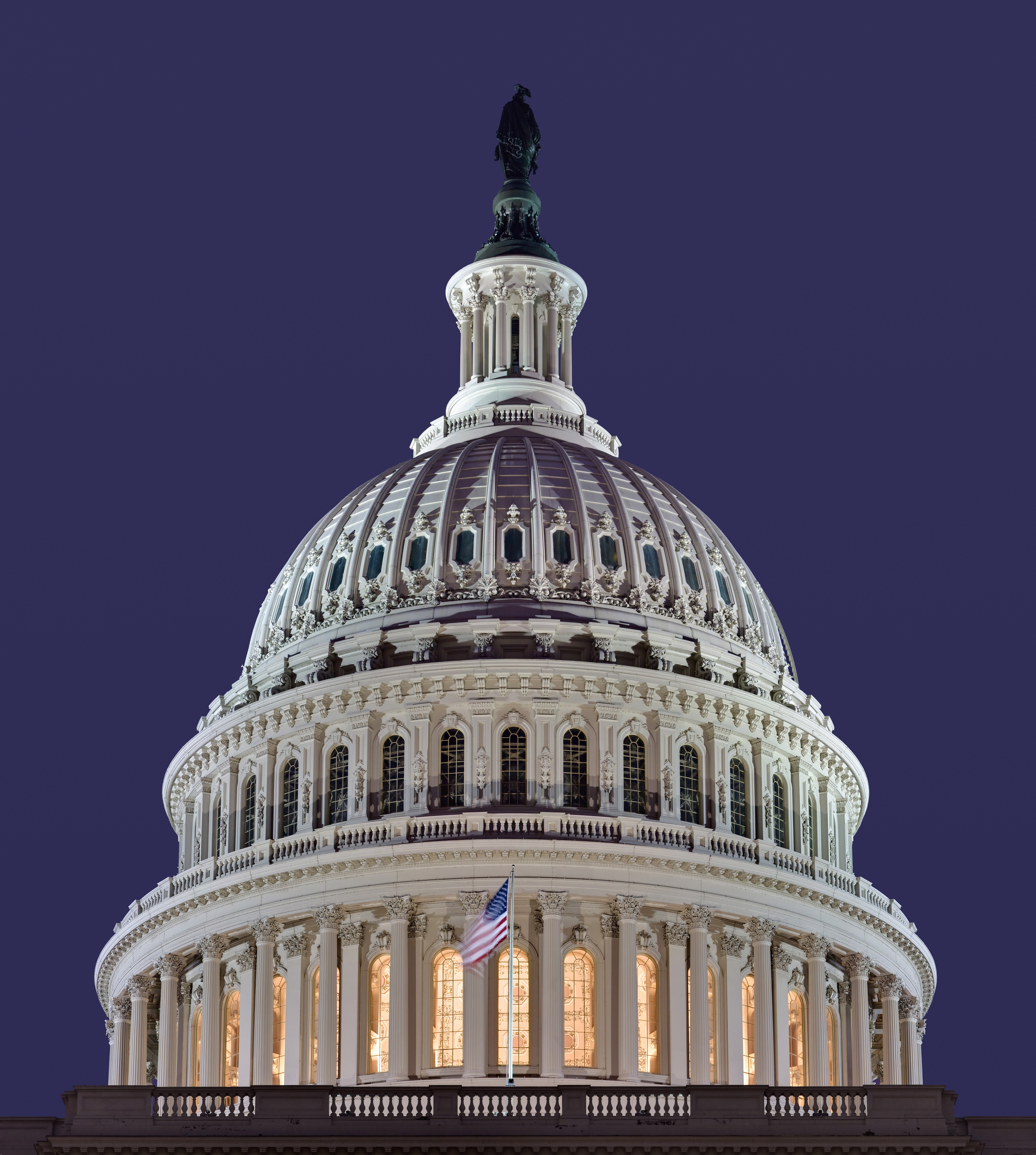
Cúpula do Capitólio

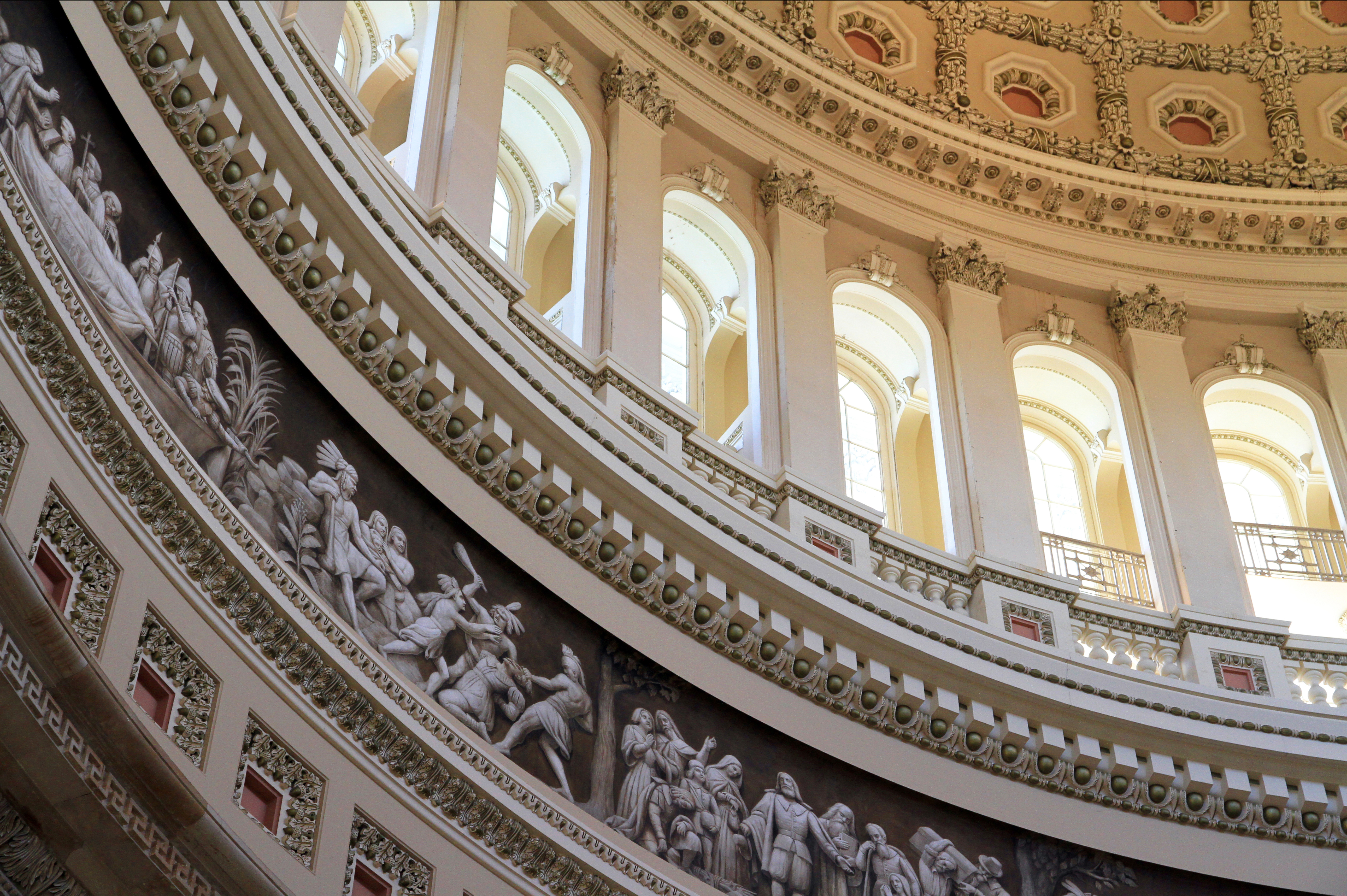
Friso da História Americana, de Constantino Brumidi, na rotunda do Capitólio

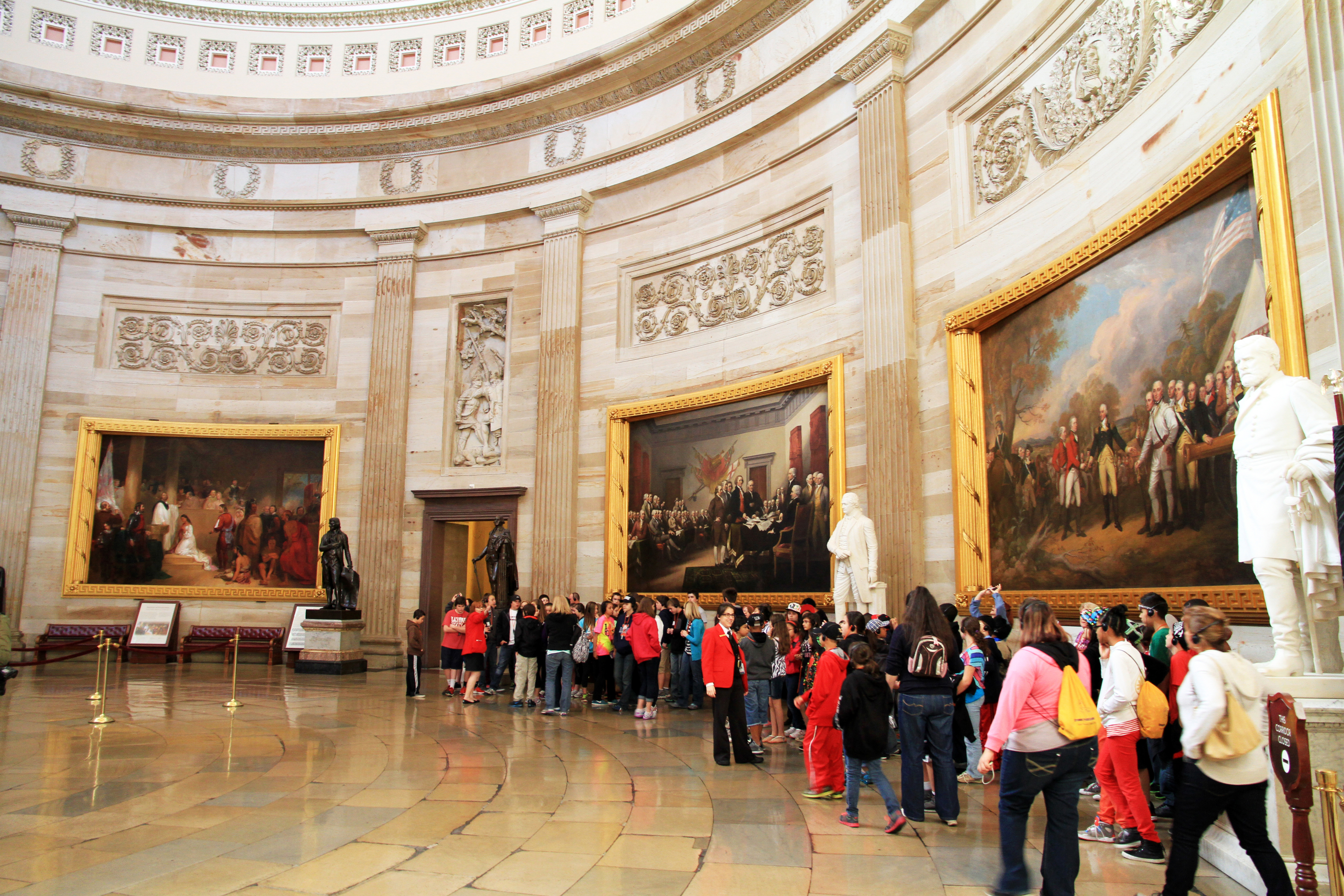
Muitas pinturas grandes são exibidas na rotunda

O médico e arquiteto William Thornton foi o vencedor do concurso para projetar o Capitólio em 1793. Thornton havia concebido primeiro a ideia de uma rotunda central. No entanto, devido à falta de fundos ou recursos, construção frequentemente interrompida e o ataque britânico a Washington durante a Guerra Anglo-Americana de 1812, o trabalho na rotunda não começou até 1818. A rotunda foi concluída em 1824 sob o comando do Arquiteto do Capitólio Charles Bulfinch, como parte de uma série de novos edifícios e projetos em preparação para a visita final do Marquês de Lafayette em 1824. A rotunda foi projetada no estilo neoclássico e pretendia evocar o projeto do Panteão.
As paredes da rotunda de arenito elevam-se 48 pés (15 m) acima do chão; tudo acima disso — a cúpula do Capitólio — foi projetado em 1854 por Thomas U. Walter, o quarto arquiteto do Capitólio. Walter também projetou as extensões norte e sul do Capitólio. O trabalho na cúpula começou em 1856 e, em 1859, Walter redesenhou a rotunda para consistir em uma cúpula interna e externa, com um dossel suspenso entre elas que seria visível através de um óculo no topo da cúpula interna. Em 1862, Walter pediu ao pintor Constantino Brumidi para projetar "uma imagem de 65 pés (20 m) de diâmetro, pintada em afresco, no dossel côncavo sobre o olho do Novo Domo do Capitólio dos EUA". Nessa época, Brumidi pode ter adicionado um desenho de dossel em aquarela sobre o esboço provisório de Walter de 1859. O domo estava sendo concluído no meio da Guerra Civil Americana e foi construído em ferro fundido à prova de fogo. Durante a Guerra Civil, a rotunda foi usada como um hospital militar para soldados da União. A cúpula foi finalmente concluída em 1866.

### A cripta
Originalmente, a cripta tinha um teto aberto na rotunda. Os visitantes ainda podem ver os buracos no círculo de pedra que marcavam a borda do espaço aberto no chão da rotunda. Abaixo do chão da cripta fica um túmulo que era o local de sepultamento pretendido para George Washington, mas após uma longa batalha com sua propriedade e a comunidade da Virgínia, os planos para que ele fosse enterrado na cripta foram abandonados.

### Renovação

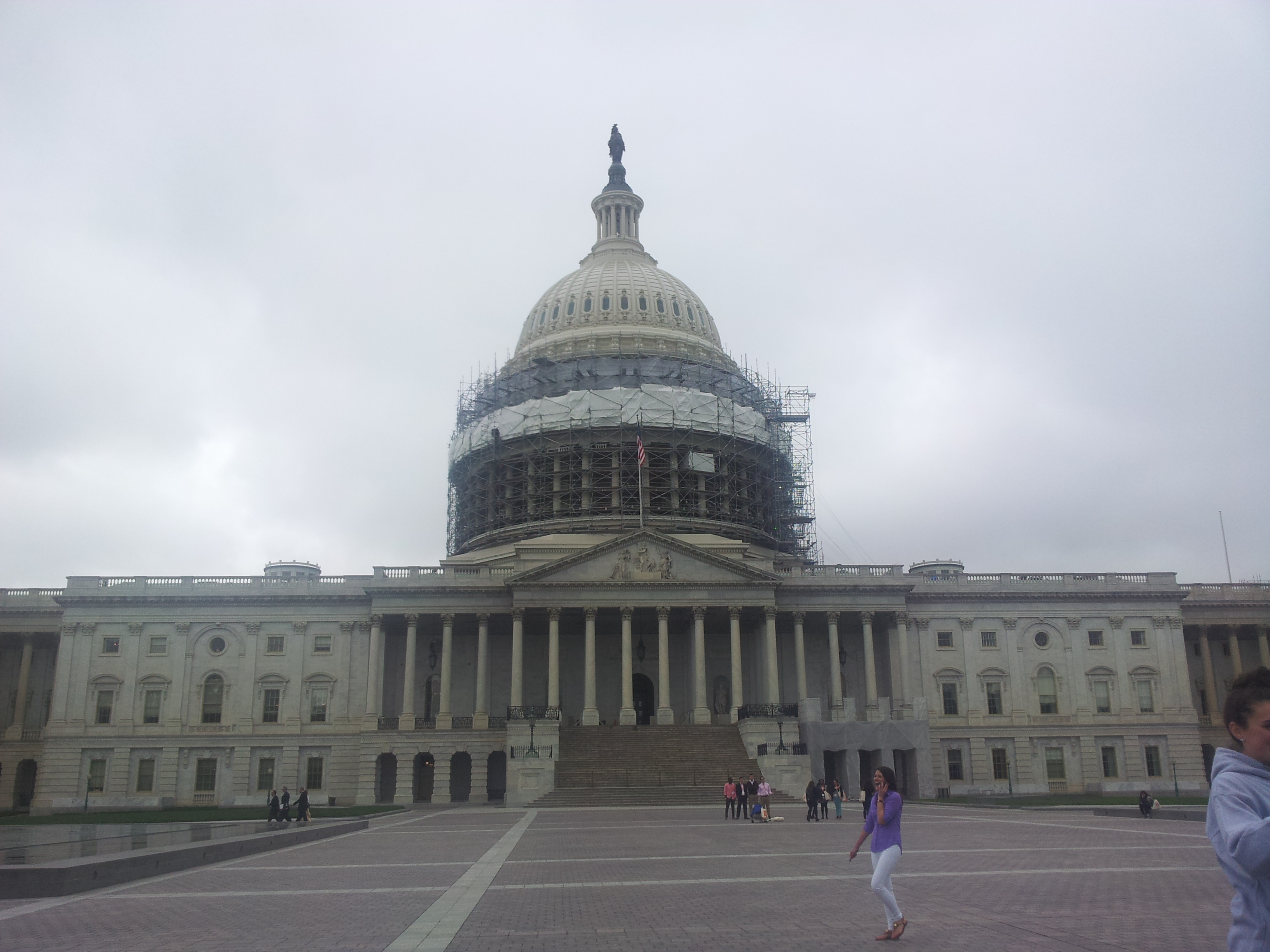
Cúpula e rotunda do Capitólio em reforma em maio de 2016

Em janeiro de 2013, o Arquiteto do Capitólio anunciou um projeto de quatro anos e US$ 10 milhões para reparar e conservar o exterior da Cúpula do Capitólio e a rotunda do Capitólio. A proposta exigia a remoção da tinta com chumbo do interior da cúpula, reparo da estrutura de ferro, repintura do interior da cúpula, reabilitação do espaço intersticial entre a cúpula e a rotunda e instalação de nova iluminação no espaço intersticial e na rotunda. A cúpula e a rotunda, que foram conservadas pela última vez em 1960, estavam mostrando sinais significativos de ferrugem e mau estado. Havia o perigo de que a estrutura de ferro decorativa caísse da rotunda para o espaço abaixo e que problemas relacionados ao clima pudessem danificar as obras de arte na rotunda. Sem reparo imediato, uma rede de segurança foi instalada, bloqueando temporariamente a vista das obras de arte da rotunda.

## Pinturas históricas
Oito nichos na rotunda guardam grandes pinturas históricas. Todas são óleo sobre tela e medem 12 by 18 pés (3,7 by 5,5 metros). Quatro delas são cenas da Revolução Americana, pintadas por John Trumbull, que foi contratado pelo Congresso para fazer o trabalho em 1817. Estas são Declaração da Independência, Rendição do General Burgoyne, Rendição do Lorde Cornwallis e General George Washington Renunciando à sua Comissão. Estas foram colocadas entre 1819 e 1824. Entre 1840 e 1855, mais quatro pinturas foram adicionadas. Elas retratavam a exploração e colonização da América e foram todas feitas por artistas diferentes. Estas pinturas são Desembarque de Colombo de John Vanderlyn, Descoberta do Mississippi de William Henry Powell, Batismo de Pocahontas de John Gadsby Chapman e Embarque dos Peregrinos de Robert Walter Weir.[carece de fontes?]
| Pintura | Artista              | Datas                                                   | Descrição | Notas |
| ------- | -------------------- | ------------------------------------------------------- | --- | --- |
|         | John Trumbull        | Encomendada em 1817, comprada em 1819, colocada em 1826 | John Adams, Roger Sherman, Robert R. Livingston, Benjamin Franklin e o autor principal, Thomas Jefferson — membros do Comitê dos Cinco, que redigiu a Declaração de Independência — apresentam a declaração ao Segundo Congresso Continental e ao presidente John Hancock em 28 de junho de 1776, no Independence Hall, na Filadélfia. | A primeira pintura que Trumbull concluiu para a rotunda e provavelmente a mais amplamente reconhecida, a icônica Declaração da Independência é um tanto historicamente imprecisa e anacrônica. Dos 56 signatários, 42 estão representados. O resto está ausente, possivelmente porque não estavam presentes na adoção da declaração ou morreram na época da pintura de Trumbull. Quatro estão incluídos que não assinaram, mas que Trumbull considerou dignos de inclusão: George Clinton, Robert R. Livingston, Thomas Willing e John Dickinson. Uma reprodução aparece na cédula de dois dólares dos Estados Unidos. |
|         | John Trumbull        | Encomendada em 1817, comprada em 1822, colocada em 1826 | Soldados britânicos sob o comando do general John Burgoyne se rendem após a vitória americana na Batalha de Saratoga em 1777. A figura central, do Exército Continental, é o general Horatio Gates, que se recusou a aceitar a tradicional espada de rendição que Burgoyne ofereceu. Em vez disso, tratando seu antigo inimigo como um cavalheiro, o general Gates convidou o general Burgoyne para sua tenda. Os outros americanos, mostrados à direita, são oficiais servindo no Exército Continental. | Trumbull planejou esta cena ao ar livre para contrastar com a Declaração da Independência (acima), exibida ao lado dela na parede da rotunda do Capitólio dos EUA. Ambas as pinturas mostram grandes grupos de pessoas, mas uma é uma cena interna, enquanto a outra é uma cena externa de perspectiva semelhante. A batalha foi uma vitória importante para os americanos, evitou a divisão da Nova Inglaterra e garantiu assistência militar francesa aos americanos. |
|         | John Trumbull        | Encomendada em 1817, colocada em 1820                   | Uma força combinada franco-americana liderada por George Washington, o Marquês de Lafayette e o Conde de Rochambeau aceita a rendição final das tropas britânicas sob Lord Cornwallis após a Batalha de Yorktown em 1781. O general americano Benjamin Lincoln é retratado no centro da pintura cavalgando um cavalo branco, com oficiais franceses à esquerda e americanos à direita, liderados por Washington no cavalo marrom. Os britânicos foram representados por oficiais, mas o próprio Lord Cornwallis não estava presente e foi representado por Charles O'Hara.                                          | A cena aqui retrata o mesmo evento que o painel "Rendição de Cornwallis" do "Friso da História Americana". Trumbull estava orgulhoso do fato de ter pintado retratos dos oficiais franceses enquanto estava na França e incluiu um pequeno autorretrato de si mesmo sob a bandeira americana no lado direito da pintura. Conforme observado acima, Washington recusou a espada de O'Hara porque, de acordo com o costume da época, seria apropriado que Washington recebesse a espada do próprio Cornwallis; o major-general Lincoln aceitou a espada no lugar de Washington. A rendição levou à cessação das principais hostilidades da Guerra Revolucionária e ao reconhecimento britânico da independência americana no Tratado de Paris de 1783. |
|         | John Trumbull        | Encomendada em 1817, colocada em 1824                   | George Washington se dirige ao Congresso para renunciar à sua comissão como comandante-em-chefe do Exército Continental, em 23 de dezembro de 1783. Washington é retratado junto com dois ajudantes de campo, enquanto se dirige ao presidente do Congresso. Também são mostrados na pinturae Thomas Mifflin, Elbridge Gerry e três futuros presidentes dos EUA: Thomas Jefferson, James Monroe e James Madison. Sua esposa, Martha Washington, e seus três netos, são mostrados assistindo da seção da galeria (área da sacada à direita), embora eles não estivessem de fato presentes na renúncia de Washington. | Este incidente celebrado estabeleceu uma forte tradição de controle civil sobre as forças armadas nos Estados Unidos e a rejeição da ditadura militar em favor da democracia liberal. O Congresso dos EUA, na época, estava se reunindo no Capitólio Estadual de Maryland em Annapolis. |
|         | John Vanderlyn       | Encomendada em 1836/1837, colocada em 1847              | Em primeiro plano, Cristóvão Colombo levanta a bandeira real para reivindicar a terra para o Reino de Castela, e ele está de cabeça descoberta com seu chapéu aos pés em homenagem à santidade do evento. Os capitães dos navios Niña e Pinta seguem, carregando a bandeira dos Reis Católicos, Isabel I de Castela e Fernando II de Aragão. A tripulação exibe uma gama de emoções, e alguns procuram ouro na areia. Perto dali, os nativos observam de trás de uma árvore à direita. | Columbus desembarcou nas Índias Ocidentais, na ilha de San Salvador (Guanahani), em 12 de outubro de 1492. |
|         | William Henry Powell | Encomendada em 1847, comprada em 1855                   | No centro da tela, navegador e conquistador espanhol Hernando de Soto monta um cavalo branco. De Soto e suas tropas se aproximam dos nativos americanos em frente a tepees, com um chefe segurando um cachimbo cerimonial. O primeiro plano é preenchido por armas e soldados para representar a devastadora batalha em Mauvila (ou Mabila), na qual de Soto sofreu uma vitória pírrica sobre os Choctaws sob o chefe Tuskaloosa. À direita, um monge reza enquanto um grande crucifixo é colocado no chão. | Descoberta do Mississippi foi a última pintura encomendada pelo Congresso para a rotunda. Acredita-se que De Soto tenha se tornado o primeiro europeu a ver o rio Mississippi em 1541. |
|         | John Gadsby Chapman  | Encomendada em 1837, colocada em 1840                   | Vestida de branco, Pocahontas se ajoelha, cercada por membros da família, incluindo seu pai, o chefe Powhatan, e vários colonos de Jamestown. Seu irmão Nantequas se afasta da cerimônia. O batismo ocorreu antes de seu casamento com o plantador de tabaco John Rolfe, que está atrás dela. | Pocahontas foi batizada (sob o nome de "Rebeca") pelo padre anglicano Alexander Whitaker em Jamestown, Virgínia. Acredita-se que este evento tenha ocorrido em 1613, e o casamento entre Rolfe e Pocahontas ajudou a estabelecer relações pacíficas entre os colonos de Jamestown e as tribos Tidewater. |
|         | Robert Walter Weir   | Encomendada em 1837, colocada em 1844                   | Os Peregrinos aparecem no convés do navio Speedwell ao partirem de Delfshaven, na Holanda do Sul, em 22 de julho de 1620. William Brewster, segurando a Bíblia, e o pastor John Robinson lideram o governador Carver, William Bradford, Miles Standish e suas famílias em oração. O arco-íris, no lado esquerdo da pintura, simboliza esperança e proteção divina. | Os Peregrinos viajaram a bordo do Speedwell para Southampton. Lá, eles encontraram outros colonos e foram transferidos para o Mayflower. |

### Apoteose de Washington

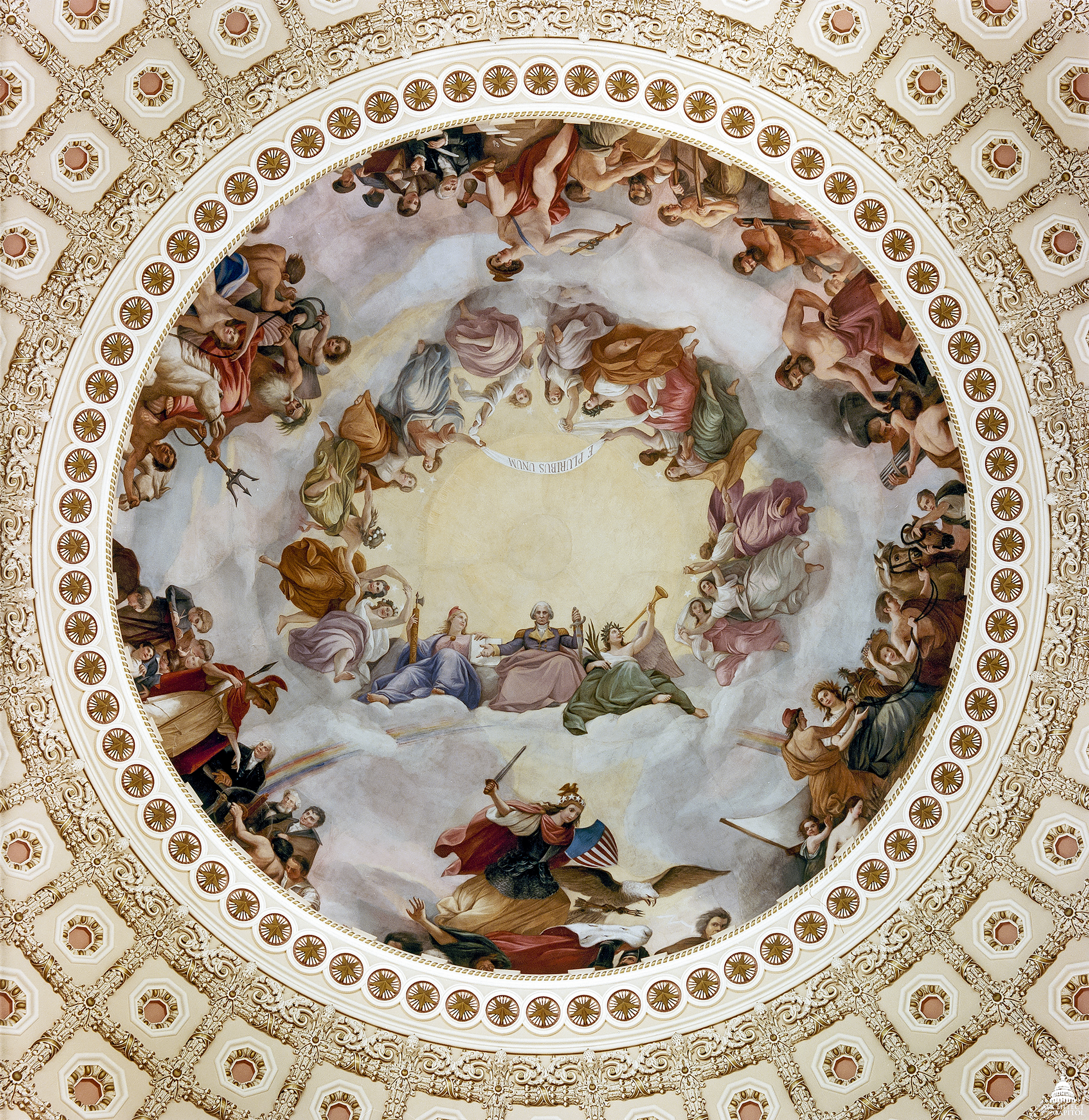
A Apoteose de Washington, as seen looking up from the rotunda

A Apoteose de Washington é um grande afresco do grego-italiano Constantino Brumidi, visível através do óculo da cúpula da rotunda. O afresco retrata George Washington sentado exaltado entre os céus. Ele está suspenso 180 pés (55 m) acima do piso da rotunda e cobre uma área de 4 664 pés quadrados (430 m2).

### Friso da História Americana
O Friso da História Americana é pintado para parecer um friso de baixo-relevo em pedra esculpida, mas na verdade é um ciclo de afrescos trompe-l'œil representando 19 cenas da história americana. O "friso" ocupa uma faixa imediatamente abaixo das 36 janelas. Brumidi projetou o friso e preparou um esboço em 1859, mas não começou a pintar até 1878. Brumidi pintou sete cenas e meia. Enquanto trabalhava em William Penn e os Índios, Brumidi caiu do andaime e segurou-se em um corrimão por 15 minutos até ser resgatado. Ele morreu alguns meses depois, em 1880. Após a morte de Brumidi, Filippo Costaggini foi contratado para completar as oito cenas e meia restantes nos esboços de Brumidi. Ele terminou em 1889 e deixou uma lacuna de 31
-pé (9 m) devido a um erro no projeto original de Brumidi. Em 1951, Allyn Cox concluiu o friso.[carece de fontes?]
Exceto pelos últimos três painéis nomeados por Allyn Cox, as cenas não têm títulos específicos e muitos títulos variantes foram dados. Os nomes dados aqui são os nomes usados pelo Arquiteto do Capitólio, que usa os nomes que Brumidi usou com mais frequência em suas cartas e que foram usados em Edward Clark e por artigos de jornal. Os 19 painéis são:
| Cena | Artista                                                            | Ano  | Descrição |
| ---- | ------------------------------------------------------------------ | ---- | --- |
|      | Constantino Brumidi                                                | 1878 | Este é o primeiro painel e o único alegórico, retratando uma personificação da América, usando um chapéu da liberdade, com lança e escudo no centro, cercado por outras figuras alegóricas. À direita está uma donzela nativa americana com um arco e flechas, representando o selvagem continente norte-americano. Aos pés da América está uma personificação da História feminina, com uma tábua de pedra para registrar eventos. À esquerda da História está uma águia, empoleirada em um fasces, o feixe da Roma Antiga de varas de bétula simbolizando autoridade. À esquerda da América está outra águia, carregando o ramo de oliveira da paz. No centro-esquerda, no fundo, está um homem na mesma pose do garimpeiro no final de "Descoberta de ouro na Califórnia"; isso porque Brumidi planejou que a cena se conectasse com sua última planejada. |
|      | Constantino Brumidi                                                |      | Cristóvão Colombo é retratado chegando às Américas na primeira das quatro cenas da conquista espanhola. Colombo desembarca de uma prancha da Santa María. Sua tripulação, armada com armas, fica a bordo; um membro da tripulação tem uma luneta. Nativos americanos são retratados cumprimentando Colombo. Mulheres e crianças indígenas são mostradas, junto com guerreiros nativos à direita. A figura de Colombo pode ter sido baseada na estátua de Luigi Persico de Colombo, que estava na época da pintura nos degraus centrais do leste do Capitólio. |
|      | Constantino Brumidi                                                |      | Este painel mostra o conquistador espanhol Hernán Cortés entrando em um templo asteca, sendo recebido por Moctezuma II. No início da conquista do Império Asteca, Moctezuma e os astecas honraram Cortés como um deus, acreditando que ele era o deus retornado Quetzalcóatl. A pedra do calendário asteca e as imagens de culto são baseadas em esboços desenhados por Brumidi na Cidade do México. |
|      | Constantino Brumidi                                                |      | O conquistador espanhol Francisco Pizarro é retratado conduzindo seu cavalo pela selva em busca de Eldorado, a mítica terra do ouro, nesta representação da conquista espanhola do Império Inca. |
|      | Constantino Brumidi                                                |      | Este painel retrata o enterro do explorador espanhol Hernando de Soto no rio Mississippi após sua morte por febre. De Soto liderou a maior expedição europeia dos séculos XV e XVI pelo Sudeste e Centro-Oeste em busca de ouro, prata e outros objetos de valor. |
|      | Constantino Brumidi                                                |      | Pocahontas é retratada salvando o Capitão John Smith, um dos fundadores de Jamestown, Virgínia, de ser espancado até a morte. |
|      | Constantino Brumidi                                                |      | Peregrinos liderados por William Brewster agradecem a Deus pela viagem segura a bordo do Mayflower nesta cena que retrata a Colônia de Plymouth. |
|      | Constantino Brumidi Concluído por Filippo Costaggini               | 1880 | O líder Quaker e fundador da Província da Pensilvânia, William Penn, é retratado com nativos americanos lenapes (Delaware) sob o ulmeiro em Shackamaxon. Este é o último painel em que Brumidi trabalhou. |
|      | Projetado por Constantino Brumidi Concluído por Filippo Costaggini |      | Este painel mostra colonos da Nova Inglaterra ocupados cortando madeira, serrando e usando madeira para construir um edifício. Esta é a primeira cena pintada inteiramente por Filippo Costaggini. |
|      | Projetado por Constantino Brumidi Concluído por Filippo Costaggini |      | James Oglethorpe, fundador da Colônia da Geórgia e primeiro governador da Geórgia, é mostrado com os líderes creek em Savannah, Geórgia. Os creeks presenteiam Oglethorpe com uma pele de búfalo com uma águia no centro, um símbolo de amizade e confiança. |
|      | Projetado por Constantino Brumidi Concluído por Filippo Costaggini |      | Este painel retrata o "tiro ouvido em todo o mundo" na Batalha de Lexington, a primeira grande batalha da Guerra Revolucionária Americana. O major John Pitcairn é mostrado a cavalo no centro, com tropas do Exército Britânico ou dos Royal Marines à direita e milicianos de Lexington à esquerda. |
|      | Projetado por Constantino Brumidi Concluído por Filippo Costaggini |      | Representação idealizada de John Adams, Thomas Jefferson e Benjamin Franklin, autores da Declaração da Independência, lendo a declaração para homenagear os colonos. |
|      | Projetado por Constantino Brumidi Concluído por Filippo Costaggini |      | Representação de George Washington a cavalo recebendo a espada cerimonial da rendição de Charles O'Hara, que representou Lorde Cornwallis após a derrota final britânica na Batalha de Yorktown. Na realidade, acredita-se que Washington recusou a espada de O'Hara porque, de acordo com o costume da época, seria apropriado que Washington recebesse a espada do próprio Cornwallis; o major-general Benjamin Lincoln aceitou a espada. |
|      | Projetado por Constantino Brumidi Concluído por Filippo Costaggini |      | Este painel retrata a morte do chefe shawnee e líder da Confederação Indígena, Tecumseh, na Batalha do Tâmisa, no Canadá Superior, durante a Guerra de 1812 (parcialmente uma extensão da Guerra de Tecumseh). |
|      | Projetado por Constantino Brumidi Concluído por Filippo Costaggini |      | Tropas do Exército dos EUA lideradas por Winfield Scott entram na Cidade do México após a queda da Cidade do México, que encerrou a Guerra Mexicano-Americana com uma vitória decisiva dos EUA. O Tratado de Guadalupe Hidalgo de 1848, que previa a Cessão Mexicana massiva de território no que é hoje o Oeste dos Estados Unidos. |
|      | Projetado por Constantino Brumidi Concluído por Filippo Costaggini | 1889 | Garimpeiros escavam e peneiram ouro com picaretas, pás e outras ferramentas nesta representação da corrida do ouro na Califórnia. No centro, três homens (um possivelmente representando John Sutter) examinam a peneira de um garimpeiro. Esta foi a última cena projetada por Brumidi e pintada por Costaggini. |
|      | Allyn Cox                                                          |      | Esta cena, o primeiro dos três painéis de Cox, retrata um soldado confederado e um soldado da União apertando as mãos no final da Guerra Civil Americana, simbolizando reconciliação e reunificação. A planta de algodão e o pinheiro do norte simbolizam o Sul e o Norte. |
|      | Allyn Cox                                                          |      | Um grupo de marinheiros da Marinha dos Estados Unidos em uma equipe de armas é retratado em uma batalha naval durante a Guerra Hispano-Americana. e os Estados Unidos obtiveram uma vitória sobre a Espanha na guerra. O Tratado de Paris de 1898 previa a independência de Cuba da Espanha e a aquisição de Porto Rico, Guam e Filipinas pelos EUA. |
|      | Allyn Cox                                                          | 1951 | Esta cena retrata o primeiro voo dos irmãos Wright em Kitty Hawk em 1903. O Wright Flyer é mostrado logo acima do solo, com Orville Wright no avião e Wilbur Wright correndo ao lado para estabilizar a asa. À esquerda estão Leonardo da Vinci, Samuel Pierpont Langley e Octave Chanute, outros pioneiros da aviação, segurando modelos de outras máquinas voadoras antigas. Uma águia segura um ramo de oliveira no canto inferior direito. |

## Estátuas

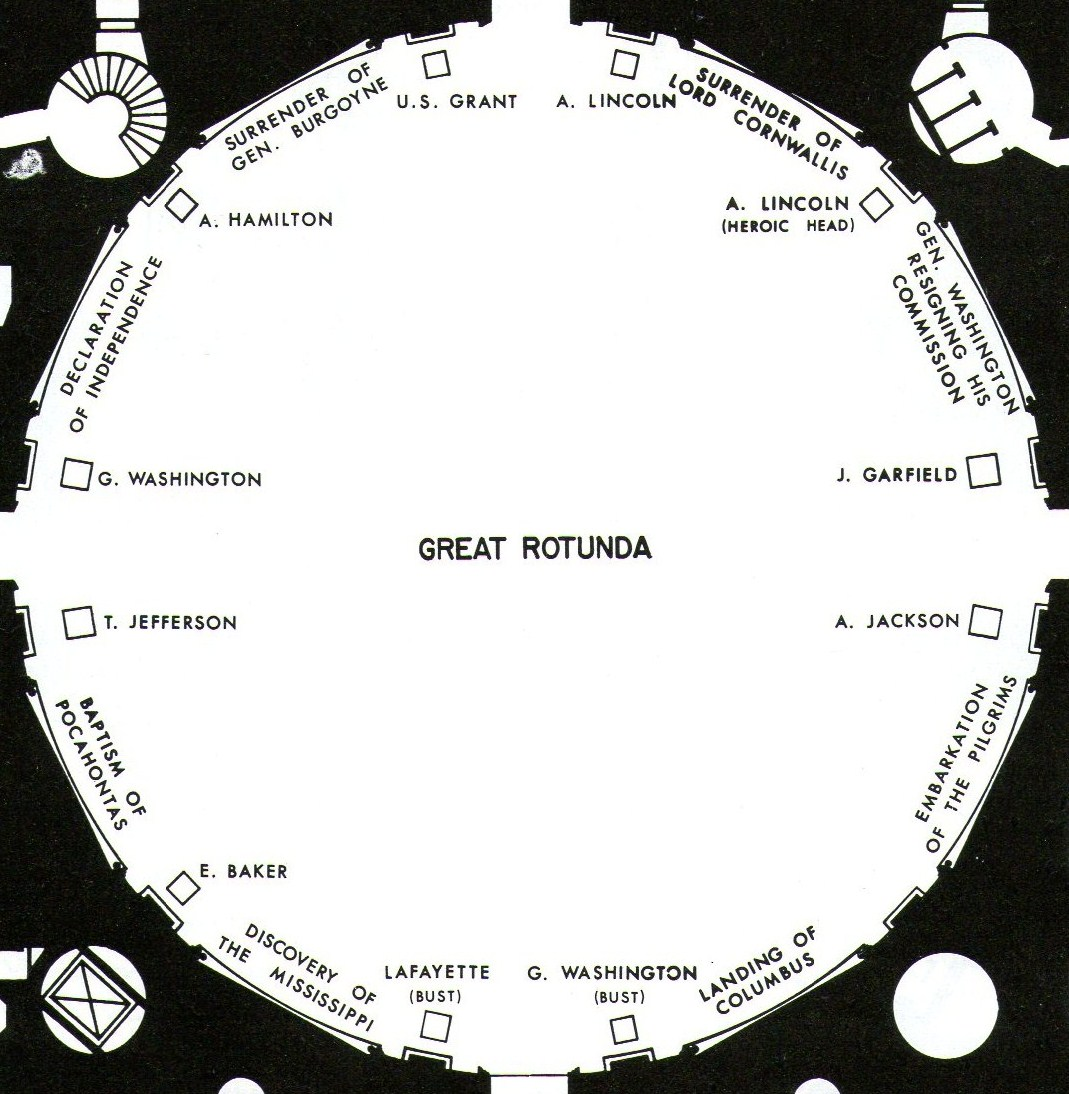
Planta baixa mostrando a localização das pinturas, estátuas e bustos da rotunda em 1978 (antes das estátuas de Truman, Eisenhower, Ford e Reagan, do busto de King e do Monumento ao Sufrágio Feminino)

### Da Coleção do Statuary Hall
Entre o grupo de onze estátuas que atualmente circundam a rotunda contra a parede no nível do chão, estão sete da Coleção do National Statuary Hall:
- George Washington, em bronze, da Virgínia, por Jean Antoine Houdon (cópia fundida em 1934).
- Andrew Jackson em bronze, do Tennessee, por Belle Kinney Sholz e Leopold F. Sholz, em 1928.
- James Garfield em mármore, de Ohio, por Charles Niehaus em 1886.
- Dwight D. Eisenhower em bronze, do Kansas, por Jim Brothers em 2003.
- Ronald Reagan em bronze, da Califórnia, por Chas Fagan em 2009.
- Gerald Ford em bronze, de Michigan, por J. Brett Grill em 2011.[18]
- Harry S. Truman em bronze, do Missouri, por Tom Corbin em 2022.[19]

Essas sete estátuas representando os presidentes permanecerão na rotunda indefinidamente ou até um ato do Congresso.

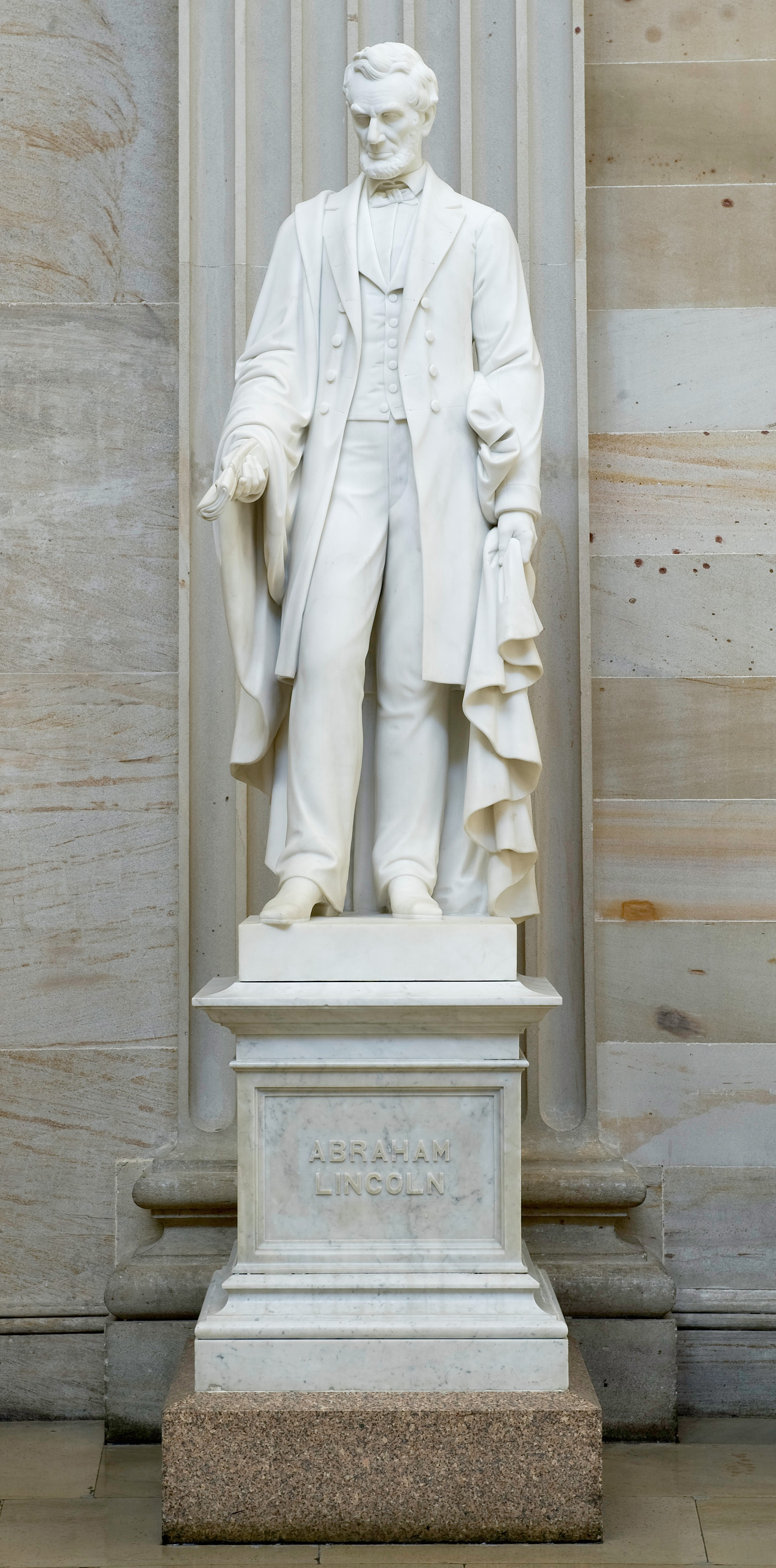
Abraham Lincoln (1871, mármore) por Vinnie Ream

### George Washington
Uma estátua de George Washington – uma cópia do mármore de corpo inteiro do escultor neoclássico francês Jean-Antoine Houdon de 1790 no Capitólio Estadual da Virgínia – ocupa um lugar de destaque. William James Hubard criou uma cópia em gesso após Houdon, que ficou na Rotunda do final da década de 1850 até 1934. Agora está no Museu Smithsoniano de Arte Americana. A cópia em bronze atual substituiu a cópia em gesso de Hubard em 1934.

### James Garfield

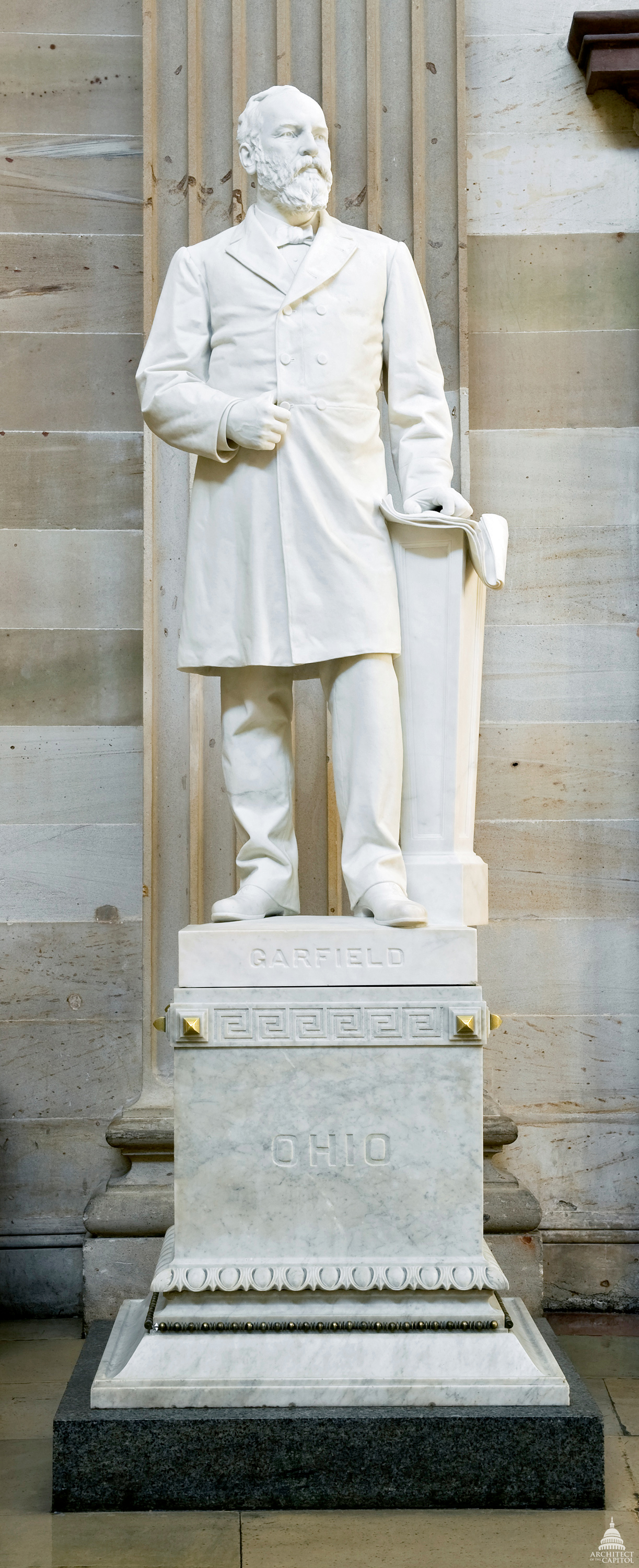
James Garfield por Charles Niehaus

James Garfield foi o último presidente americano a nascer em uma cabana de madeira. O escultor Niehaus retornou à América em 1881 e, por ser um nativo de Ohio, foi contratado para esculpir um monumento ao recentemente assassinado presidente James Garfield, que também era de Ohio.[carece de fontes?]

### Busto de Martin Luther King, Jr.

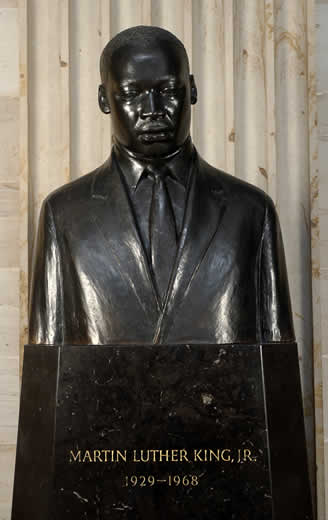
Martin Luther King, Jr., é um dos dois afro-americanos homenageados com um busto no Capitólio dos Estados Unidos

O busto de sua cabeça e ombros tem 36 polegadas (91 cm) de altura e fica em uma base piramidal de mármore preto belga com 66 polegadas (168 cm) de altura. Como o busto seria uma obra de arte tão importante e visível, o Comitê Conjunto da Biblioteca decidiu fazer uma competição nacional para selecionar um escultor.[carece de fontes?]
Em 21 de dezembro de 1982, o Congresso aprovou a Resolução Concorrente 153 da Câmara, que direcionou a aquisição de um busto de mármore "para servir para memorializar as contribuições de King em questões como a legislação histórica da década de 1960 que afeta os direitos civis e o direito ao voto". O senador Charles Mathias, Jr., presidente do Comitê Conjunto da Biblioteca, o comitê do Congresso que supervisiona a aquisição, disse na inauguração que "Martin Luther King ocupa seu lugar de direito entre os heróis desta nação."[carece de fontes?]
John Woodrow Wilson, o artista, recebeu uma comissão de US$ 50.000 para fundir o modelo em bronze. O busto foi inaugurado na Rotunda em 16 de janeiro de 1986, no quinquagésimo sétimo aniversário do nascimento de King, pela Sra. King, acompanhada por seus quatro filhos e pela irmã de King.

### Sufrágio feminino
Este monumento de retrato de grupo é conhecido formalmente como o Monumento do Retrato de Lucretia Mott, Elizabeth Cady Stanton e Susan B. Anthony, pioneiras do movimento pelo sufrágio feminino nos Estados Unidos. Seus esforços e o trabalho de ativistas do sufrágio posteriores como Alice Paul, acabaram levando à aprovação da 19ª Emenda em 1920. A obra foi esculpida por Adelaide Johnson (1859–1955) a partir de um bloco de mármore de 16 000
-libra (massa) (7 300 kg) em Carrara, Itália. Os retratos são cópias dos bustos individuais que ela esculpiu para o Tribunal de Honra do Edifício da Mulher na Exposição Universal de 1893. Os bustos detalhados são cercados por mármore tosco no topo da escultura. Esta parte da estátua, de acordo com alguns, é deixada inacabada, representando o trabalho inacabado dos direitos das mulheres. Ao contrário de uma história popular, a intenção não era que fosse concluído na ascensão da primeira mulher presidente — a seção toscamente talhada é muito pequena para suportar um busto proporcional. O monumento foi apresentado ao Capitólio como um presente das mulheres dos Estados Unidos pelo Partido Nacional da Mulher e foi aceito em nome do Congresso pelo Comitê Conjunto da Biblioteca em 10 de fevereiro de 1921. A cerimônia de inauguração foi realizada na Rotunda em 15 de fevereiro de 1921, o 101º aniversário do nascimento de Susan B. Anthony, e contou com a presença de representantes de mais de 70 organizações femininas. Pouco depois de sua inauguração, no entanto, a estátua foi movida para a Cripta do Capitólio. Permaneceu em exibição lá por 75 anos, até que o HCR 216 ordenou que fosse movida para a Rotunda. A estátua foi colocada em seu local atual, na Rotunda, em maio de 1997.

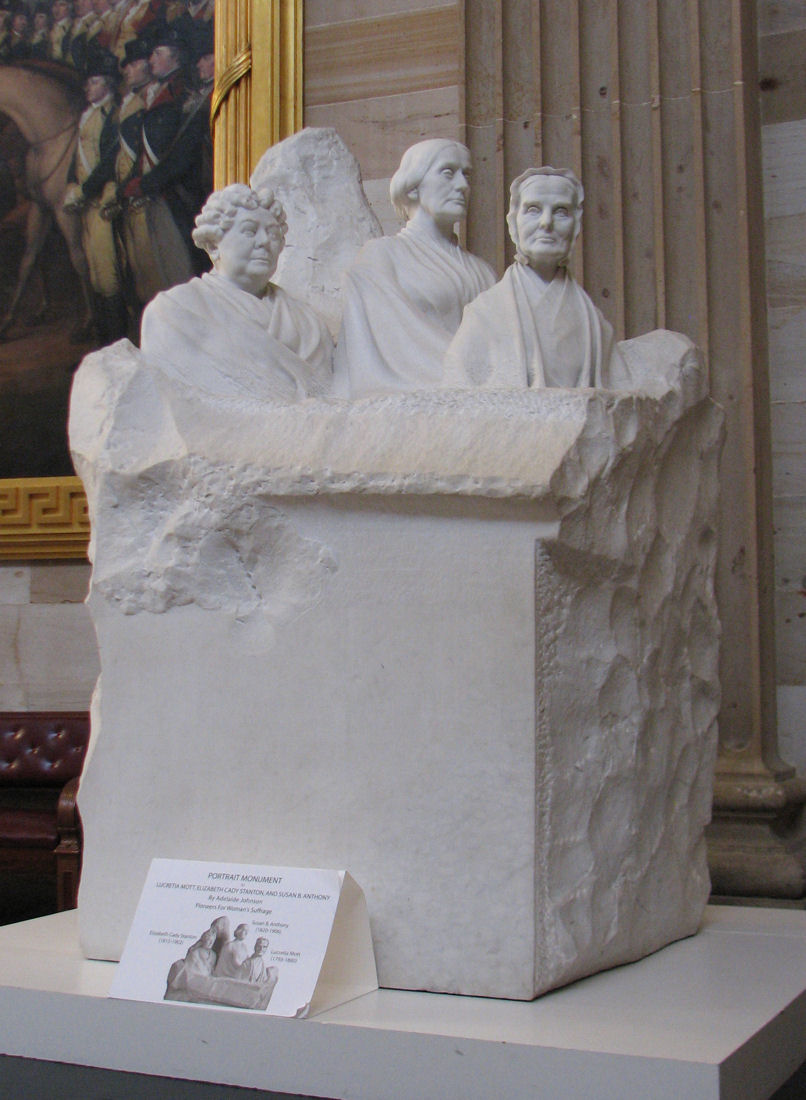
O Monumento do Retrato (1920)
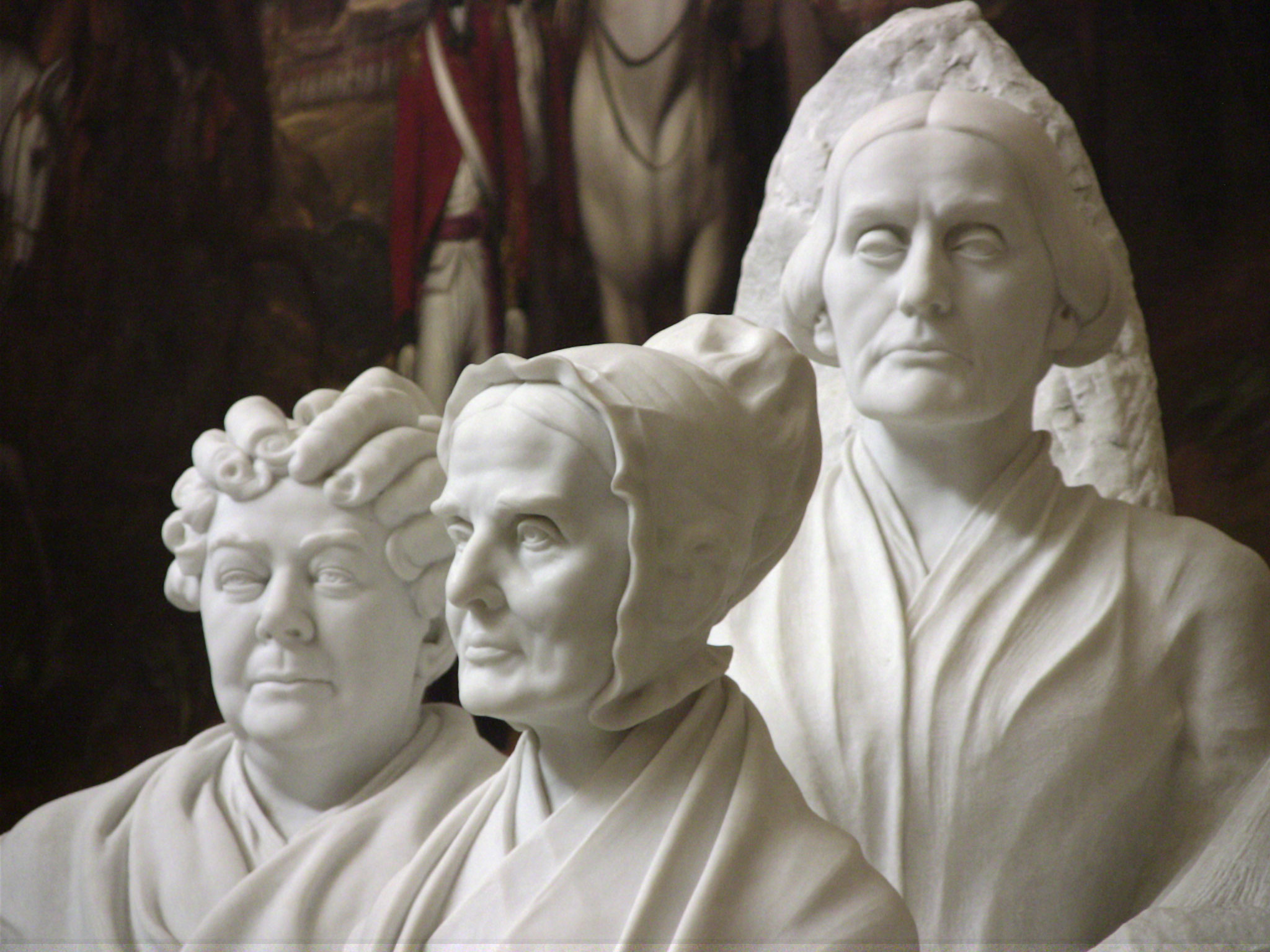
Da esq. para a dir.: Elizabeth Cady Stanton, Lucretia Mott, Susan B. Anthony
- Vídeo 1
- Vídeo 2

### Outras estátuas e artefatos
Além da Coleção do National Statuary Hall e da estatuária memorial, há uma série de outras peças na Rotunda. Ao lado da entrada sul, em frente à estátua de George Washington, há uma estátua de bronze de Thomas Jefferson com a Declaração da Independência. Esculpida por David d'Angers, foi doada por Uriah P. Levy e é a única obra de arte no Capitólio dada por um doador privado.
Na entrada oeste, há estátuas de mármore do general Ulysses S. Grant e do presidente Abraham Lincoln. A estátua de Lincoln foi encomendada pelo Congresso e projetada por Vinnie Ream. A estátua de Grant foi esculpida por Franklin Simmons e foi um presente ao Congresso pelo Grande Exército da República.[carece de fontes?]

## Velórios de Estado e em honra
A principal diferença entre velar em Estado e em honra é se a pessoa era uma autoridade eleita ou militar versus ser um cidadão privado. A guarda de honra designada que mantém vigilância sobre o caixão também difere. Quando uma pessoa recebe um velório de Estado, uma guarda de honra das Forças Armadas dos Estados Unidos vigia o caixão; quando uma pessoa é velada em honra, a Polícia do Capitólio dos Estados Unidos vigia como uma guarda de honra civil sobre o caixão.[carece de fontes?]

### Velórios de Estado
Autoridades do governo e oficiais militares que foram velados na rotunda do Capitólio são os seguintes:
- Henry Clay (1º de julho de 1852)
- Abraham Lincoln (19–21 de abril de 1865)
- Thaddeus Stevens (13–14 de agosto de 1868)
- Charles Sumner (13 de março de 1874)
- Henry Wilson (25–26 de novembro de 1875)
- James A. Garfield (21–23 de setembro de 1881)
- John Alexander Logan (30–31 de dezembro de 1886)
- William McKinley (17 de setembro de 1901)
- Pierre Charles L'Enfant (28 de abril de 1909)
- George Dewey (20 de janeiro de 1917)
- Soldado Desconhecido da Primeira Guerra Mundial (9–11 de novembro de 1921)
- Warren G. Harding (8 de agosto de 1923)
- William Howard Taft (11 de março de 1930)
- John Joseph Pershing (18–19 de julho de 1948)
- Robert Alphonso Taft (2–3 de agosto de 1953)
- Soldados Desconhecidos da Segunda Guerra Mundial e da Guerra da Coreia (28–30 de maio de 1958)
- John F. Kennedy (24–25 de novembro de 1963)
- Douglas MacArthur (8–9 de abril de 1964)
- Herbert Hoover (23–25 de outubro de 1964)
- Dwight D. Eisenhower (30–31 de março de 1969)
- Everett McKinley Dirksen (9–10 de setembro de 1969)
- J. Edgar Hoover (3–4 de maio de 1972)
- Lyndon B. Johnson (24–25 de janeiro de 1973)
- Hubert Humphrey (14–15 de janeiro de 1978)
- Soldado Desconhecido da Guerra do Vietnã, mais tarde identificado como Michael Blassie (25–28 de maio de 1984)
- Claude Denson Pepper (1–2 de junho de 1989)
- Ronald Reagan (9–11 de junho de 2004)
- Gerald Ford (30 de dezembro de 2006 – 2 de janeiro de 2007)
- Daniel Ken Inouye (20 de dezembro de 2012)
- John McCain (31 de agosto de 2018)
- George H. W. Bush (3–5 de dezembro de 2018)
- John Lewis (27–28 de julho de 2020)
- Bob Dole (9 de dezembro de 2021)[26]
- Harry Reid (12 de janeiro de 2022)[27]
- Jimmy Carter (7–9 de janeiro de 2025)

Ruth Bader Ginsburg, Elijah Cummings e Don Young foram velados dentro do National Statuary Hall.

### Velórios em honra
Os cidadãos particulares que foram homenageados na rotunda do Capitólio dos Estados Unidos são os seguintes:
- Jacob Chestnut e John Gibson (28 de julho de 1998)
- Rosa Parks (30–31 de outubro de 2005)
- Billy Graham (28 de fevereiro – 1º de março de 2018)
- Brian Sicknick (2–3 de fevereiro de 2021)[30]
- William Evans (13 de abril de 2021)[31]
- Hershel W. Williams (14 de julho de 2022)[32]
- Ralph Puckett (29 de abril de 2024) [33]

Outros indivíduos notáveis, vários deles sendo o Chefe de Justiça dos Estados Unidos, foram velados no Edifício da Suprema Corte dos Estados Unidos, enquanto outros indivíduos, como Ronald H. Brown, foram velados no Herbert C. Hoover Building.